# 兰斯·托马斯
兰斯·托马斯（Lance Thomas，1988年4月24日—），美国职业篮球运动员，出生于美国纽约市布鲁克林区。目前為自由身。他在大学时期效力及毕业于杜克大学，并且跟随杜克大学蓝魔鬼队取得了2010年的NCAA总冠军。

## 高中生涯
托马斯在位于新泽西州苏格兰平原的苏格兰平原-范伍德高中度过了他的一年级和二年级赛季。在2004年到2006年，也就是兰斯的三、四年级赛季，他转到了圣本笃预科学校，与前赛敦霍尔后卫丹尼·赫尔利，前杜克大学后卫鲍比·赫尔利的弟弟并肩作战。在他的大四赛季，他带领学校拿到了两个新泽西州A级比赛冠军，场均能攻下14.5分和6.5个篮板。他也因此进入了2006年的麦当劳全明星赛，并贡献9分2个抢断。

## 大学生涯
高中生涯结束后，托马斯决定加入杜克大学藍魔鬼队。在他的大一赛季，托马斯场均能贡献4.0分外加2.5个篮板球。在2006年11月20日面对美国空军的比赛中，他砍下15分3个篮板球。在他的大二赛季，他场均能贡献4.3分和3.3个篮板球，并在2008年11月28日面对杜恩大学的比赛中取得21分，这也是他大学生涯中的最高单场得分。
在他的大三赛季，他和队友琼·沙叶尔被任命为藍魔鬼队队长。整个赛季，托马斯可以场均贡献5.3分3.6个篮板。在2010年1月20日，藍魔鬼队输给北卡罗来纳州立大学的比赛中，兰斯贡献5分并摘下12个篮板，12个篮板也是其大学生涯新高。在他的大四赛季，他场均可以拿到4.8分4.9个篮板球。终其大学生涯，他一共摘下255个進攻籃板，排名杜克大学校史第十位。

## 职业生涯
大学毕业后，托马斯参加了2010年NBA選秀，不过他并没有被任何一支NBA球队选择。落选后，他代表新澤西籃網参加了2010年的NBA夏季聯賽。他在2010年11月1日参加了NBA发展联盟的选秀，并在第二轮被选中。
在2011年12月9日，托马斯获得职业生涯第一份NBA合同，它被新奥尔良黄蜂（如今的新奥尔良鹈鹕）签下。但在同年的最后一天他又被裁掉。20102年1月4日，托马斯重新与老东家奥斯汀公牛签下合同。同年2月6日，黄蜂与托马斯签下一份10天合同，在2月16日再次签下一份10天合同以后，他在2月26日与黄蜂续约到赛季结束。同年7月，他代表黄蜂队参加了2012年的NBA夏季联赛，在夏季联赛中，他场均能贡献14分7.2个篮板。
在2012-13 NBA赛季，托马斯场均能贡献2.5分外加1.9个篮板球。2013年7月，托马斯代表完成更名的黄蜂队参加2013年NBA夏季联赛，不过在7月10日，他被鹈鹕裁掉。然而，他在8月22日与鹈鹕重新签下合约，合约为2年的底薪合同，并带有球队选项。不过，他在11月12日被鹈鹕再次裁掉，同时被裁掉的还有阿林兹·奥努阿库。
2013年12月，托马斯来到辽宁衡业进行试训。12月28日，佛山龙狮宣布签下托马斯以替代德克斯特·皮特曼。
2014年8月15日，兰斯·托马斯与俄克拉荷马城雷霆达成一份训练营合同。在11月13日雷霆击败波士顿凯尔特人的比赛中，托马斯贡献7分13个篮板球外加6次助攻，其中篮板球和助攻数刷新职业生涯记录。2015年1月5日，他在一笔涉及迪昂·维特斯等六人的三方交易中被雷霆送往纽约尼克斯，并在三天后被尼克斯裁员。11日，尼克斯重新以一份十天合同签下托马斯。21日，尼克斯用第二份十天合同续约托马斯。

## NBA常规赛数据
| 賽季    | 球隊 | GP  | GS | MPG  | FG%  | 3P%  | FT%  | RPG | APG | SPG | BPG | PPG |
| ------- | ---- | --- | -- | ---- | ---- | ---- | ---- | --- | --- | --- | --- | --- |
| 2011–12 | NOH  | 42  | 10 | 15.0 | .452 | .000 | .839 | 3.0 | 0.3 | 0.2 | 0.2 | 4.0 |
| 2012–13 | NOH  | 59  | 9  | 10.9 | .500 | .000 | .729 | 1.9 | 0.3 | 0.2 | 0.1 | 2.5 |
| 2013–14 | NOP  | 5   | 0  | 8.4  | .222 | .000 | .500 | 1.4 | 0.6 | 0.0 | 0.0 | 1.2 |
| 2014–15 | OKC  | 22  | 13 | 20.5 | .357 | .000 | .697 | 3.4 | 0.9 | 0.5 | 0.0 | 5.1 |
| 2014–15 | NYK  | 40  | 24 | 26   | .434 | .333 | .742 | 3   | 1.2 | 0.7 | 0.2 | 8.3 |
| 2015–16 | NYK  | 59  | 5  | 22.3 | .442 | .404 | .857 | 2.2 | 0.9 | 0.4 | 0.1 | 8.2 |
| 生涯    |      | 227 | 61 | 18.2 | .435 | .386 | .790 | 2.5 | 0.7 | 0.4 | 0.1 | 5.5 |

来源：